# علی حسین محمود
علی حسین محمود (انگلیسی: Ali Hussein Mahmoud؛ زادهٔ ۱ ژانویهٔ ۱۹۵۳) بازیکن فوتبال اهل عراق بود.
از باشگاه‌هایی که در آن بازی کرده‌است می‌توان به باشگاه فوتبال الشرطه (عراق) اشاره کرد.
وی همچنین در تیم ملی فوتبال عراق بازی کرده‌است.